# DNA-polymeras δ
DNA-polymeras δ (delta) är ett DNA-polymeras, ett enzym som deltar vid replikation av DNA i celler. DNA-polymeras δ är en av de varianter av DNA-polymeras som förekommer i eukaryoter.
De olika formerna av DNA-polymeras har lite olika roller vid DNA-replikationen, och förekommer parallellt. DNA-polymeras δ katalyserar syntesen av leading strand (kontinuerlig replikation), och tillsammans med DNA-polymeras α syntesen av lagging strand (diskontinuerlig replikation). DNA-polymeras δ deltar även i DNA-reparation.